# Toquí d'ulleres
El toquí d'ulleres (Atlapetes leucopis) és un ocell de la família dels passerèl·lids (Passerellidae).

## Descripció
És un ocell amagadís i difícil de veure, sovint se'l troba en estols mixtes. Amida al voltant de 18 cm. Tots dos sexes són similars. Presenta els costats del cap i les parts superiors de color negre amb el carpó tenyit de color verd oliva. La coroneta i part alta del clatell són de color bru castany i ressalta l'extens anell ocular blanc que es prolonga cap enrere del cap formant una franja curta. Les parts inferiors són oliva fosc amb la gola verda bruna. Els joves tenen la coroneta verd oliva apagat, la gola i el pit notablement barrades i el ventre amb estries fosques.
Es pot confondre amb el toquí de corona rogenca (Arremon castaneiceps) però aquest té els costats del cap gris i no presenta anell ocular ni franja blancs.

### Etimologia
El nom «Atlapetes» deriva del grec antic “Atles” que en la mitologia grega va ser un tità que va ser convertit en muntanya, «petes» deriva també del grec antic i significa “ocell”. El seu epítet «leucopis» deriva de les arrels gregues “leukos” = “blanc” i “opis” = “amb rostre”.

## Etologia
Normalment es troba sol o en parella; roman baix i en coberta densa. Sovint es detecta per primera vegada pel cant que consisteix en una sèrie de dolços xiulets i piulades; canta més ràpid i es barreja en trinats ràpids quan s'excita.

## Hàbitat i distribució
Habita la selva pluvial als vessants andins de Colòmbia i est i sud-est de l'Equador.
A Colòmbia es distribueix entre 2300 i 3000 m d'alçada sobre el nivell del mar i es troba a la capçalera del riu Magdalena a Huila (Parc Nacional Natural Puracé, La Plata, Parc Nacional Natural Cueva delos Guacharos), al vessant est del orient dels Andes des de l'est del departament de Caquetá fins a l'oest del departament de Putumayo i sud-orient de Nariño.

## Alimentació
S'ha registrat alimentant-se de fruits tipus baia de plantes de la família Melastomatàcies.

## Reproducció
Es va registrar una jovenil seguint un adult al mes de desembre al departament de Nariño. A Equador es va registrar un niu en forma de copa voluminosa construït amb branques fines i pastures, el qual estava amagat en una cavitat darrere de vegetació herbàcia molt densa. En aquest niu hi havia un ou de color crema pàl·lid a blanc verdós cobert de taques marrones. No se'n té més informació.